# Anostirus jarmilae
Anostirus jarmilae là một loài bọ cánh cứng trong họ Elateridae. Loài này được Cechovsky & Platia miêu tả khoa học năm 1991.